# Kenny Wormald
Kenneth Edgar Wormald, född 27 juli 1984 i Boston i Massachusetts, är en amerikansk dansare, realitystjärna och skådespelare. Hans hittills mest kända roll är som Ren McCormack i 2011 års version av filmen Footloose där han bland annat spelar mot Julianne Hough. Han har även medverkat i realityserien DanceLife under 2007. 
Wormald föddes i Boston till Melanie och Edgar K. Wormald, och växte sedan därefter upp i den mindre staden Stoughton i utkanten av staden tillsammans med sina föräldrar och sina två bröder Lee och Dylan. Han gick på Stoughton High School som han tog examen ifrån år 2002. Han flyttade sedan till Los Angeles strax efter att han hade tagit examen.